# Гемма Фрізіус

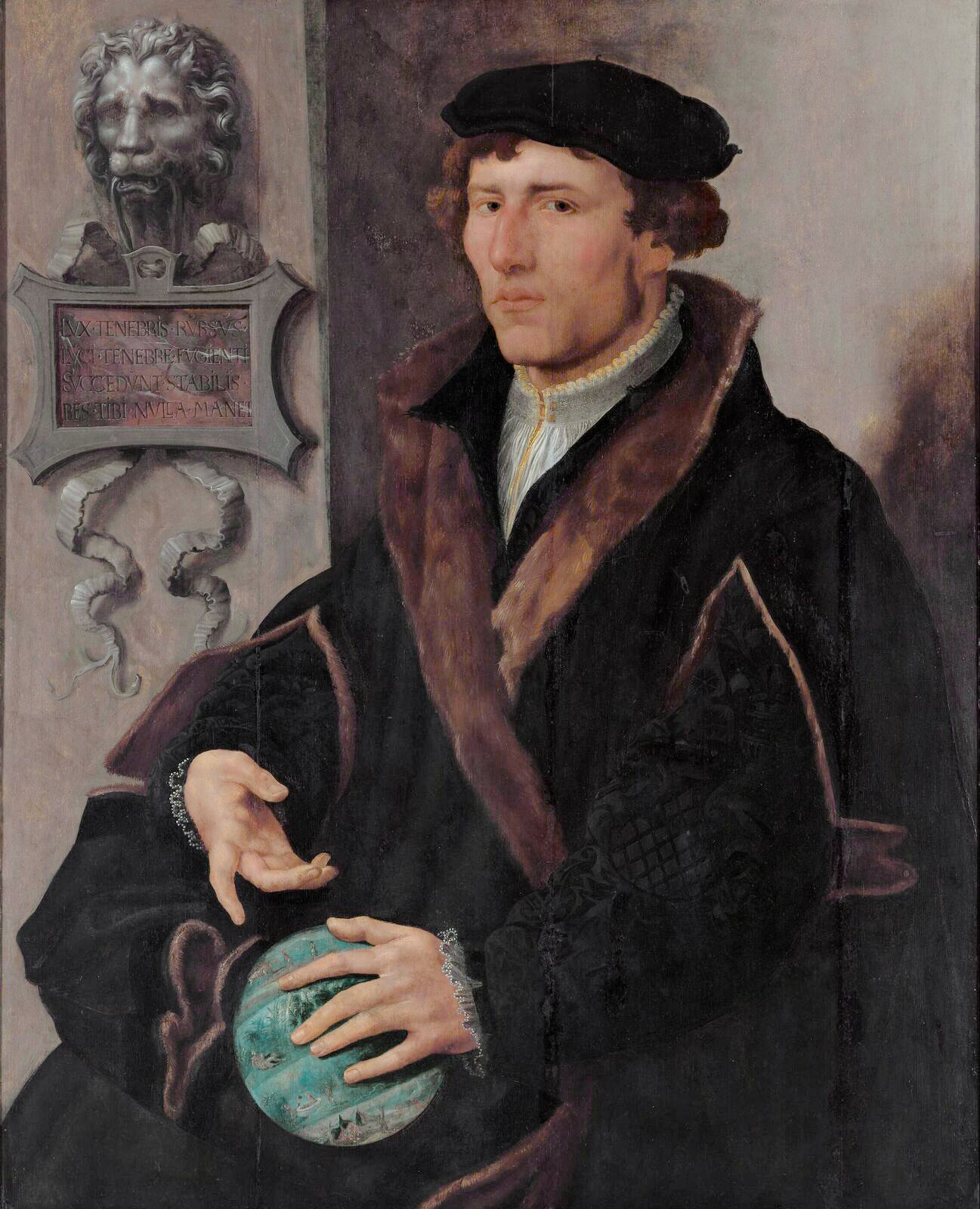
Гемма Фрізіус (Мартен ван Гемскерк, бл. 1540—1545)

Гемма Фрісіус ([ˈfrɪziəs]; уроджений Гемма Рейнерсзон;; (8 грудня 1508 , Доккюм, Сімнадцять провінцій  — 25 травня 1555 , Левен, Іспанські Нідерланди ) — нідерландський лікар, математик, картограф, філософ, гравер, майстер астрономічних інструментів та автор глобуса Землі. Застосував прикладну математику для геодезії та навігації. Метеоритний кратер Гемма-Фрізій на Місяці названо на його честь. Разом із Герардом Меркатором та Абрагамом Ортеліусом Фрісіуса вважають одним із засновників нідерландської школи картографії. Він значною мірою допоміг закласти основи золотого віку нідерландської картографії (приблизно 1570–1670-ті роки).

## Життєпис
Фрізіус народився 1508 року в Доккумі, Фрисландія (сучасні Нідерланди), у бідній родині. Після смерті батьків ще дитиною переїхав до Гронінгена, а пізніше навчався в Льовенському університеті (Лувен), Бельгія, починаючи з 1525 року. Він отримав ступінь доктора медичних наук у 1536 році і залишився працювати на медичному факультеті Левена до кінця свого життя, де, крім медицини, також викладав математику, астрономію та географію. Його старший син, Корнелій Гемма, відредагував посмертний том його праці та продовжив працювати з астрономічними моделями Птолемея.

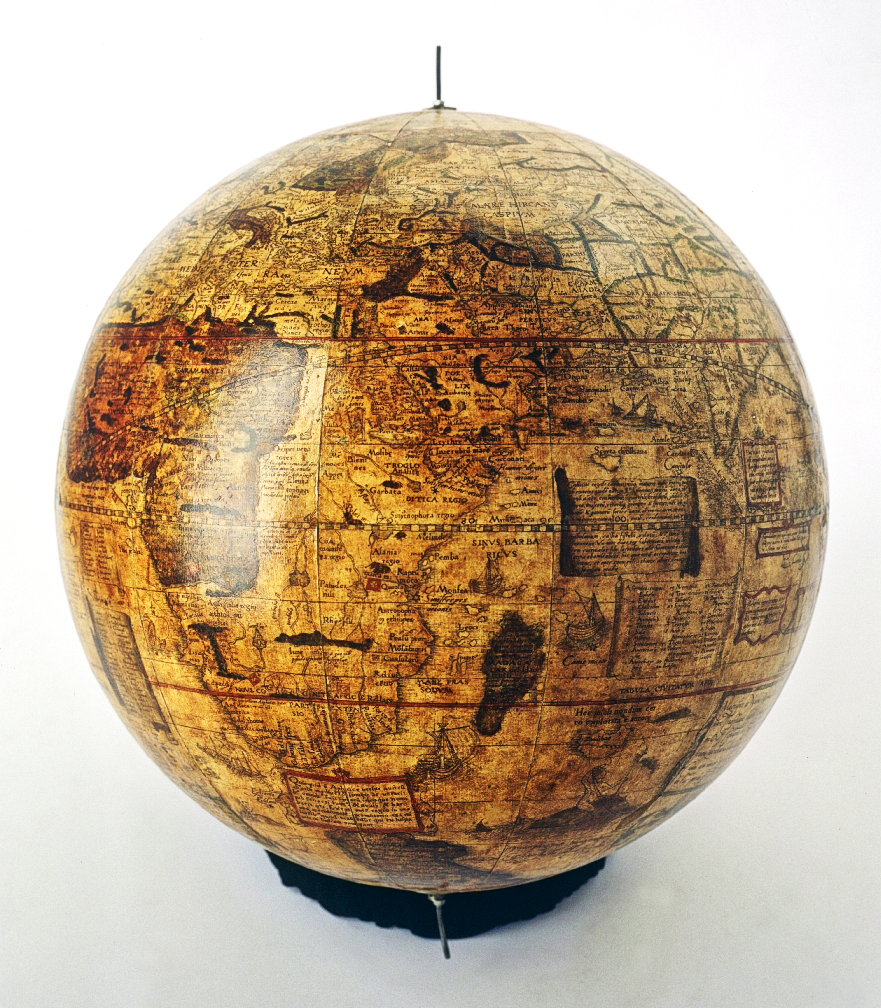
Знаменитий глобус Гемми Фрізіус 1536 року. Зелена зона — Мадагаскар.

Одним із його найвпливовіших вчителів у Льовені був Франциск Монах, який близько 1527 року створив знаменитий глобус у співпраці з левенським ювеліром Гаспаром ван дер Гейденом . Під керівництвом Монаха та за технічної допомоги Ван дер Гейдена Фрізіус створив майстерню з виробництва глобусів Землі та астрономічних інструментів, якість і точність яких визнали сучасні йому астрономи, зокрема, Тихо Браге. Особливу популярність мав глобус Землі 1536 року та глобус 1537 року. На першому з них Фрізіус описаний як автор за технічної допомоги Ван дер Гейдена та гравюри Герарда Меркатора, який був учнем Фрізіуса на той час. Співавтором другого глобуса став Меркатор.

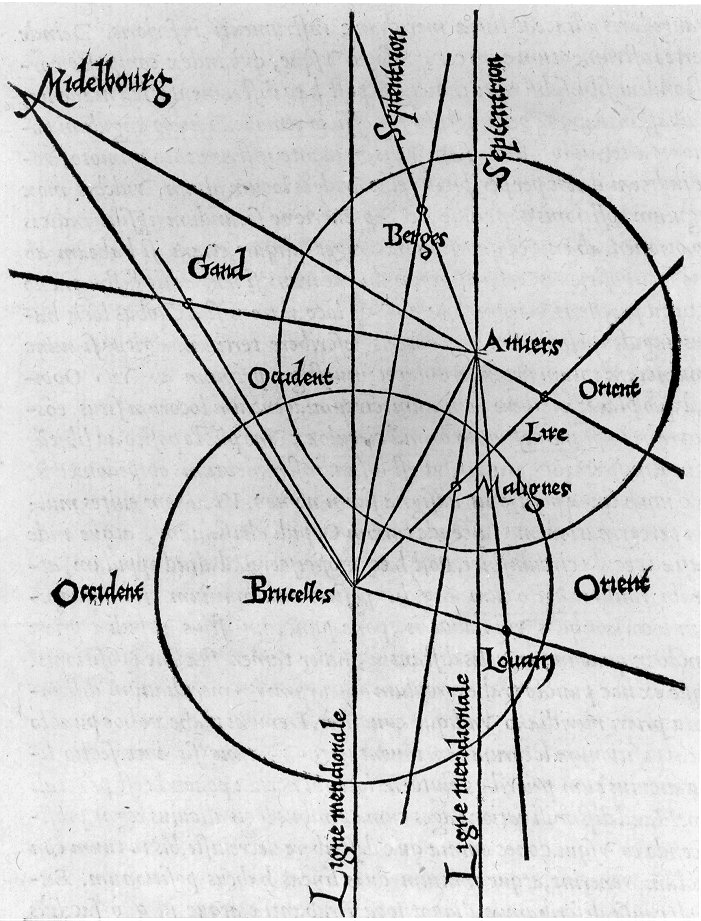
Відома діаграма Гемми Фрізіусу 1533 року, яка вводить ідею тріангуляції в геодезичну науку.

У 1533 році він вперше описав метод тріангуляції, який досі використовується в геодезії (див. схему). Встановив принципи географічної довготи. Наприклад, у цьому випадку, міста Брюссель та Антверпен, а також інші міста, наприклад Мідделбург, Гент тощо можна знайти, взявши напрямок за компасом від кожного кінця географічної довготи та накресливши місця перетину цих двох напрямків. Це була лише теоретична презентація концепції — через топографічні обмеження побачити Мідделбург неможливо ні з Брюсселя, ні з Антверпена. Однак, вчений незабаром став відомим у інших країнах Європи.
Двадцять років потому, приблизно в 1553 році, він був першим, хто описав, як можна використовувати морський хронометр для визначення довготи. Жан-Батист Морен (1583—1656) не вірив, що метод Фрізіуса для обчислення довготи спрацює, зауваживши: «Я не знаю, чи вдасться Дияволу створити вимірювач довготи, але це безглуздя для людини намагатися». Минуло два століття, перш ніж Джон Гаррісон створив досить точний годинник.

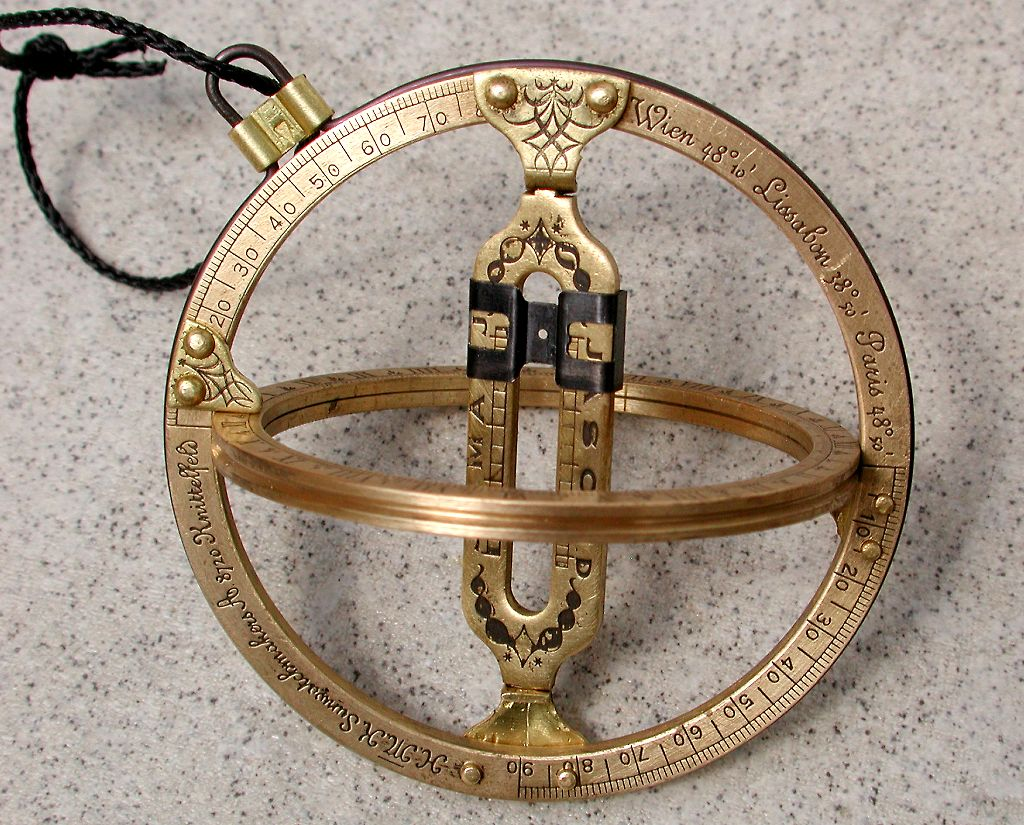
Кільця Гемми. Див. анотації Commons.

Фрізіус створив або вдосконалив багато астрономічних інструментів, у тому числі посох Якова, астролябію та астрономічні кільця (також відомі як «кільця Гемми»). Серед його учнів були Герардус Меркатор (який став його колегою), Йоганнес Стадіус, Джон Ді, Андреас Везалій та Ремберт Додунс .
Фрізіус помер 1555 року в Левені на 47-му році життя. Згідно з інформацією його сина Корнеліуса, Гемма помер від каменів у нирках, від яких він страждав щонайменше 7 попередніх років.
На честь Гемма Фрізіуса названо місячний кратер . Гуалтерус Арсеній, виробник наукових приладів XVI століття, був його племінником.

## Наукові праці
- Cosmographia (1529) Петера Апіана, примітки Гемми Фрізіуса.
- Принципи астрономії та космографії (1530)
- De usu globi (1530)
- Libellus de locorum describendorum ratione (1533)
- Arithmeticae practicae methodus facilis (Антверпен,[13] 1540)
- De annuli astronomici usu[14] (1540)
- De radio astronomico et geometrico (1545)
- Католицький астролябій (1556)

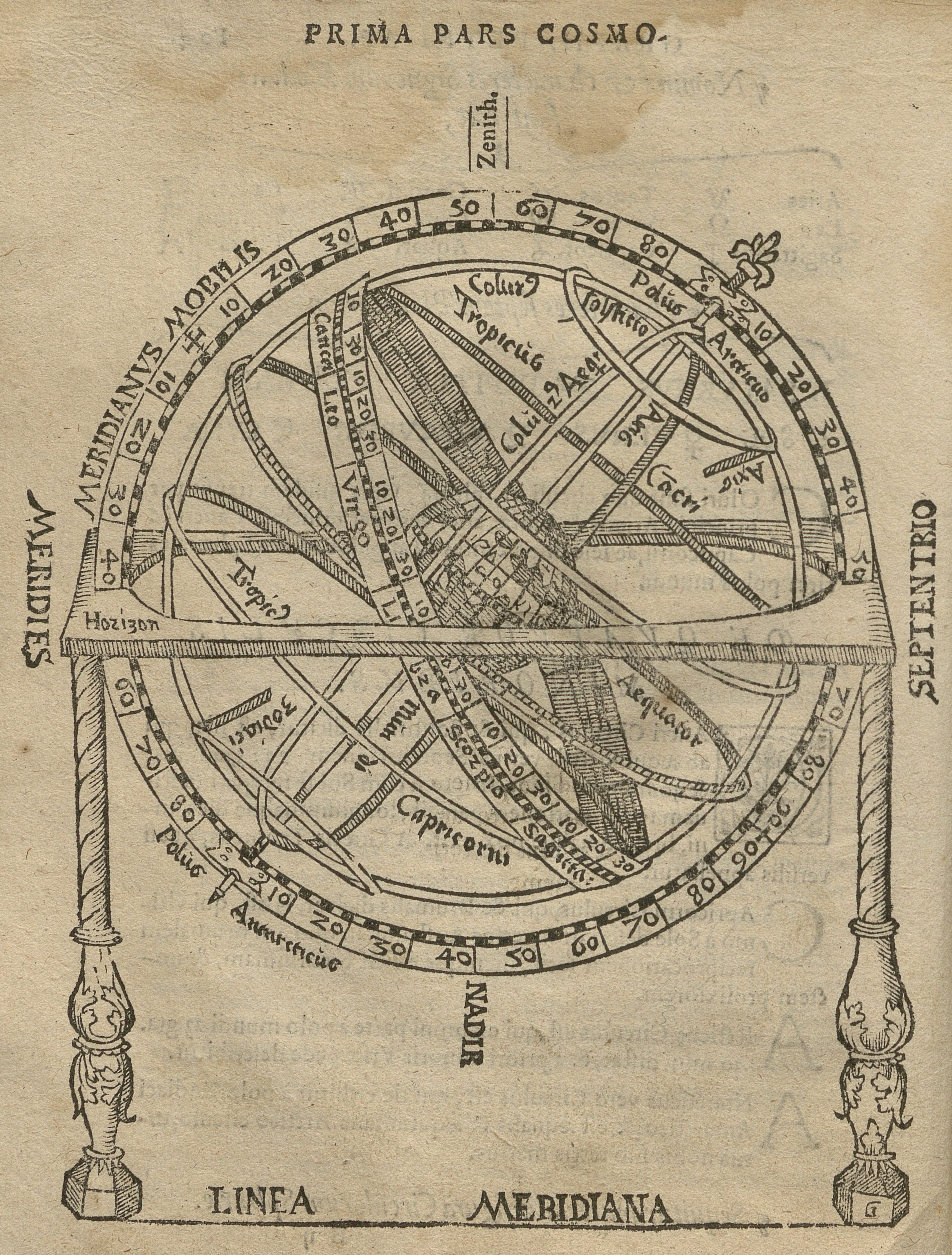
Сторінка з «Космографії
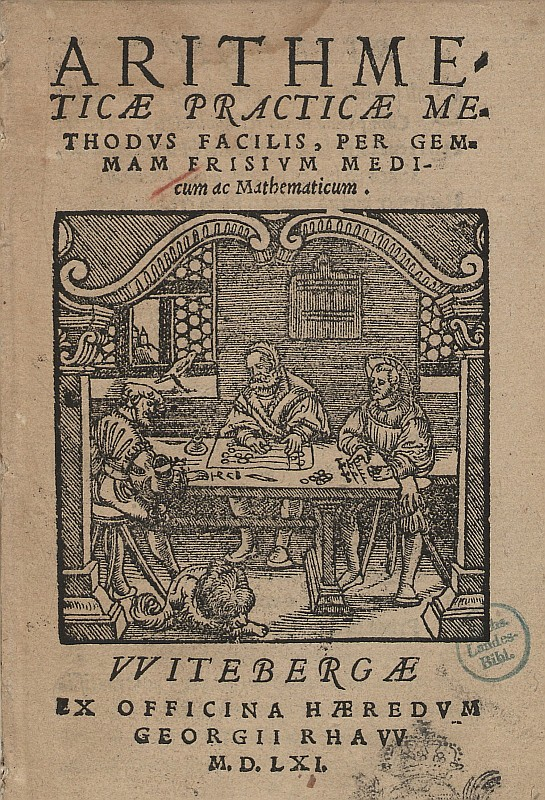
Обкладинка книги «Легкий метод практичної арифметики»
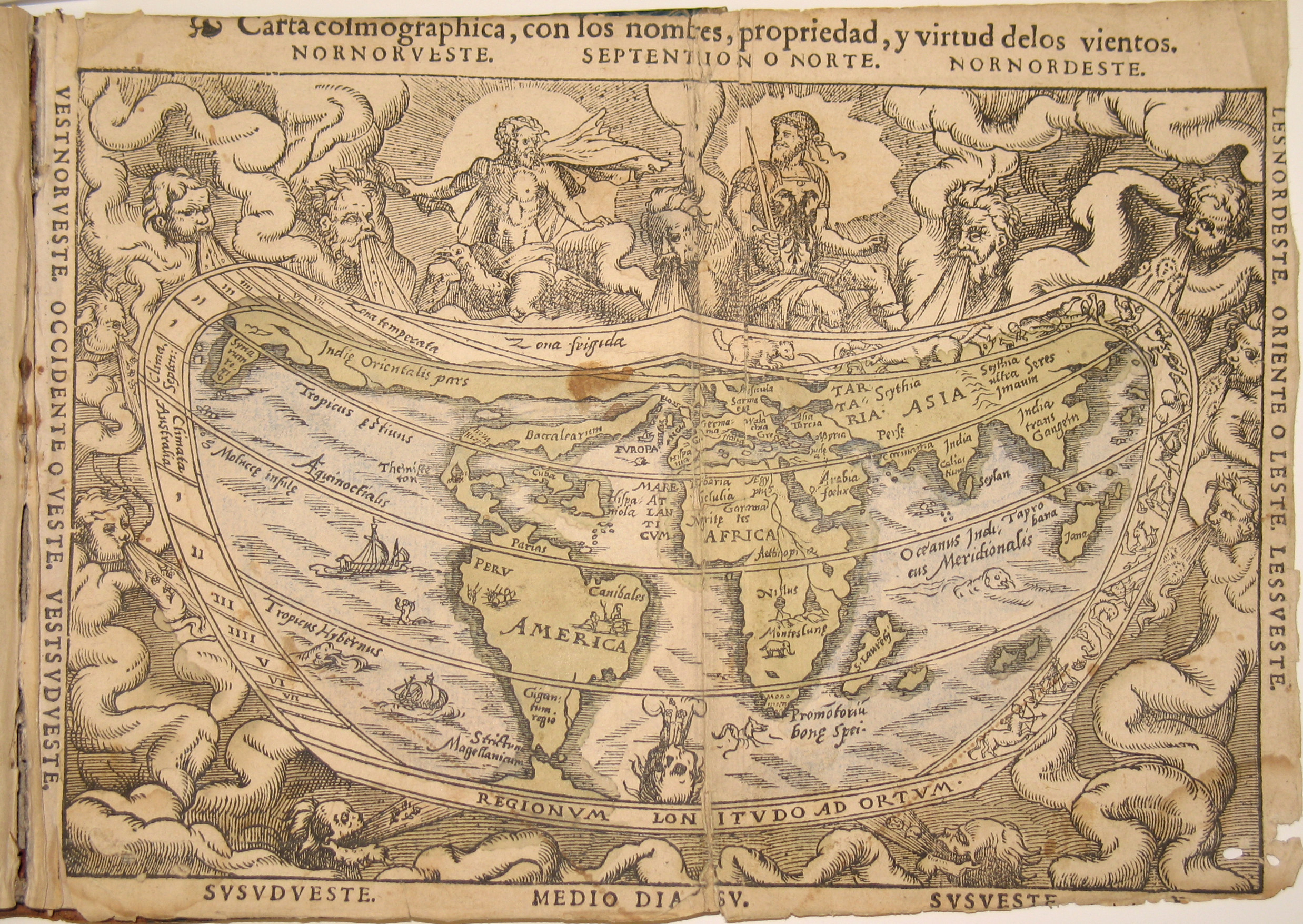
Carta Cosmographica, 1544

## Ушанування пам'яті
На честь Гемми Фрізіуса названо мис Фрізіус на Південних Шетландських островах в Антарктиді.